# Kleine Scheidegg
Kleine Scheidegg – przełęcz w Alpach Berneńskich (2061 m n.p.m.), między szczytami Eiger a Lauberhorn. Przez przełęcz przebiega linia kolejowa (Wengernalpbahn) łącząca Grindelwald z Lauterbrunnen. Na tej przełęczy można się także przesiąść do kolejki Jungfraubahn prowadzącej na przełęcz Jungfraujoch. Znajdują się tu hotele oraz stacja kolejowa. W zimie przełęcz jest centrum sportów zimowych pomiędzy Wengen a Grindelwaldem.
Z przełęczy doskonale widać okoliczne szczyt np. Wetterhorn, Eiger, Mönch, Jungfrau i Gspaltenhorn. 

## Galeria

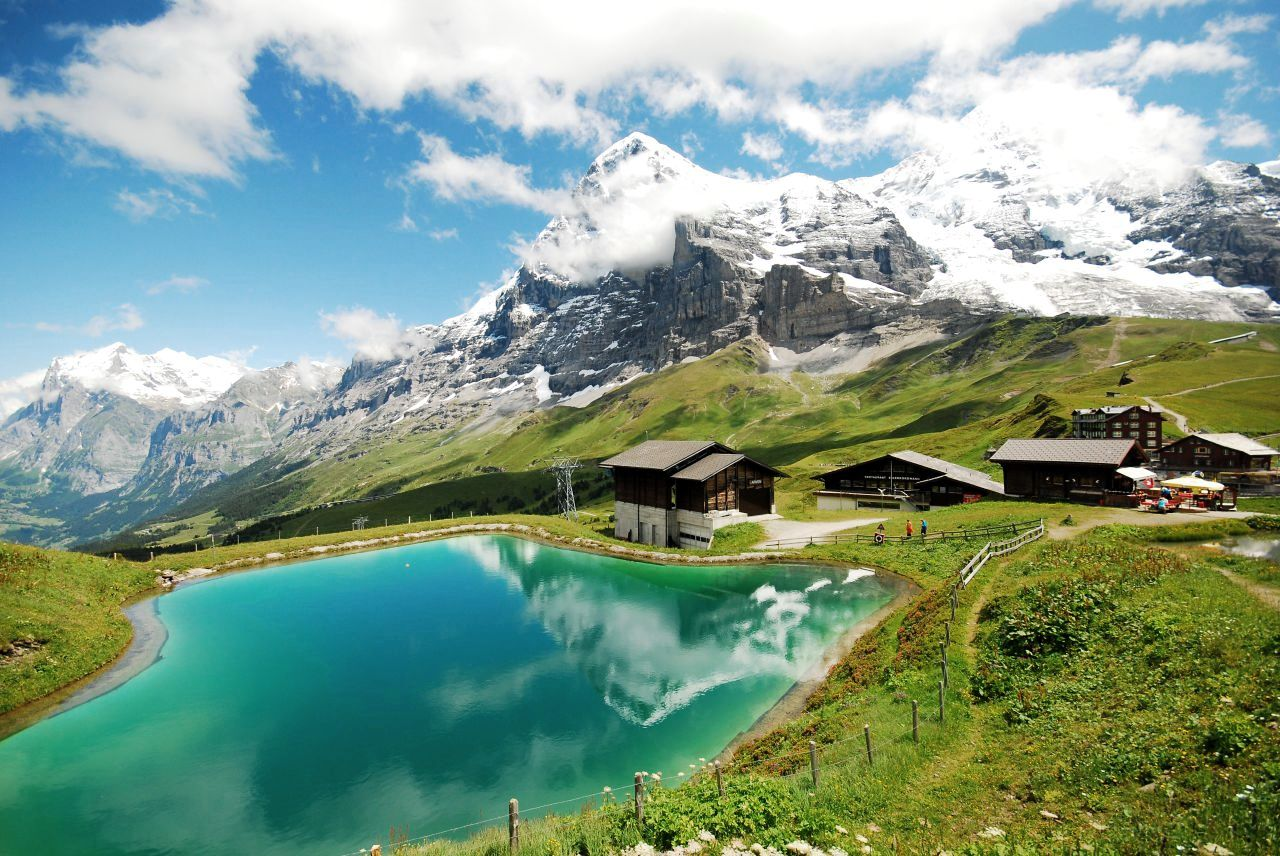
Widok z przełęczy na Eiger
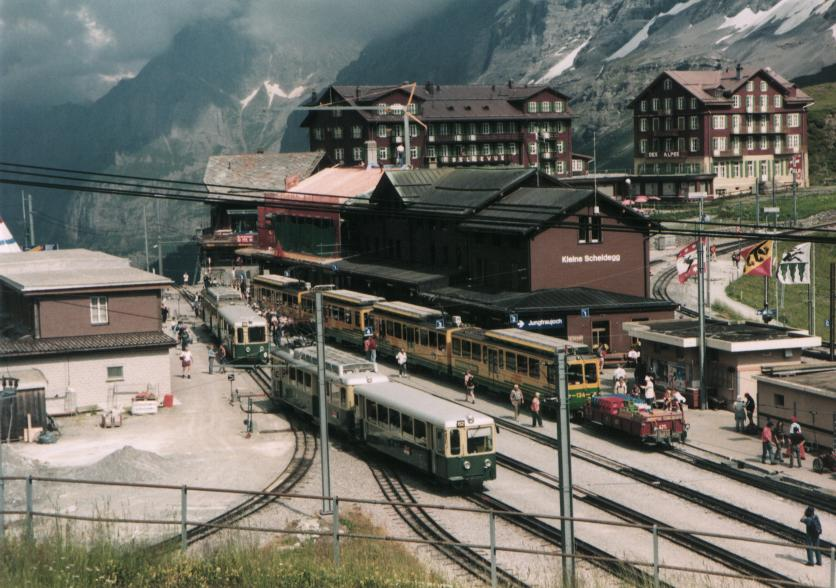
Stacja kolejowa Kleine Scheidegg
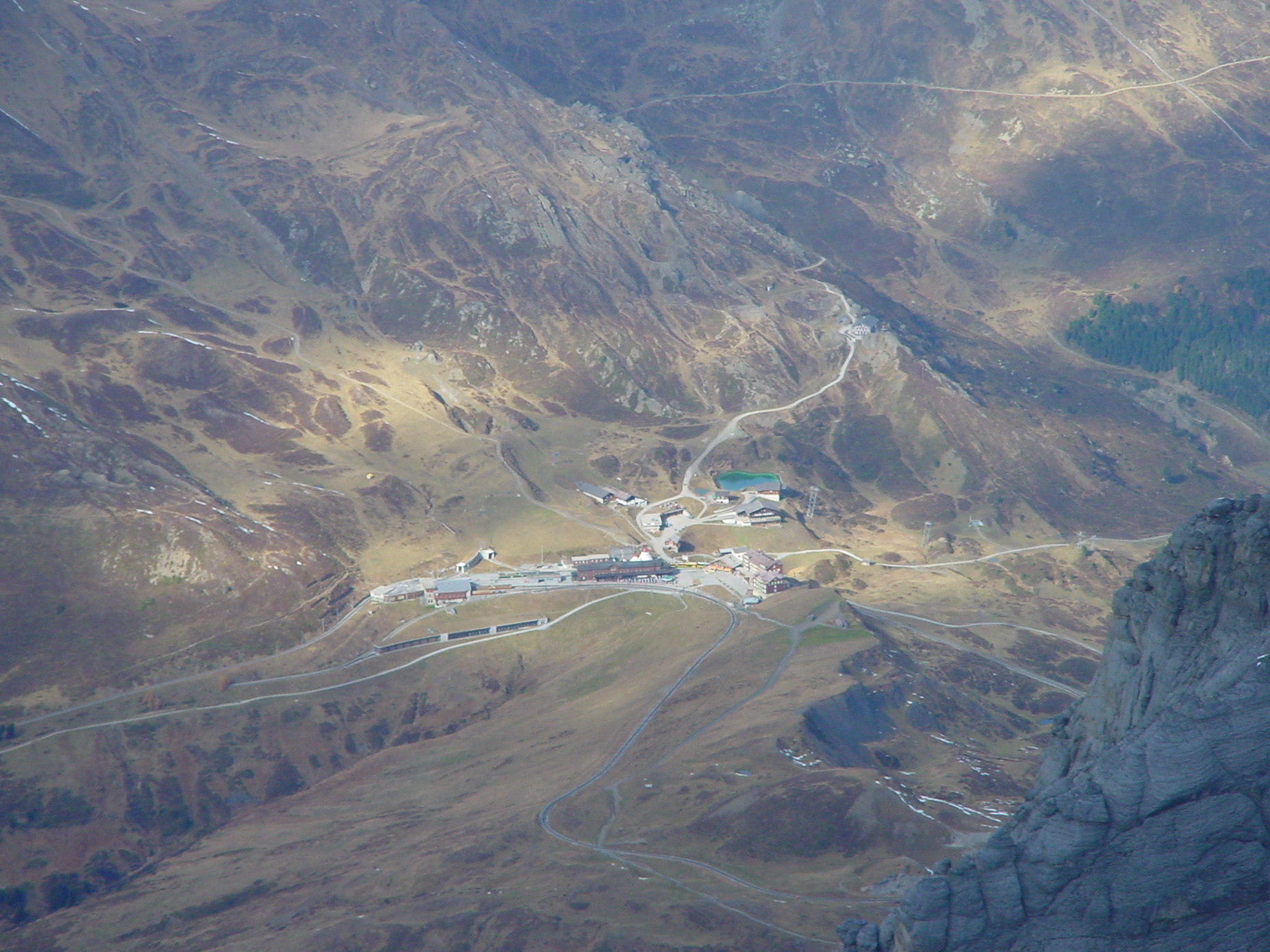
Widok na przełęcz z góry